# Outfest
Outfest è un festival cinematografico dedicato a tematiche lesbiche, gay, bisessuali e transgender (LGBT), che si svolge ogni anno nel mese di luglio a Los Angeles.

## Storia
Fondato nel 1982 da un gruppo di studenti della UCLA come "Gay and Lesbian Media Festival and Conference", il nome fu cambiato in Outfest nel 1994. Outfest è un'organizzazione con la missione dichiarata di promuovere la parità con la creazione, la condivisione e la protezione delle storie LGBT sul grande schermo.
Ogni anno vengono mostrati più di 200 tra lungometraggi e cortometraggi, con la partecipazione di oltre 55.000 persone, Outfest il più grande festival del cinema di Los Angeles. Fin dalla fondazione, Outfest ha proiettato più di 5000 film internazionali per un pubblico di ben oltre mezzo milione di persone.

## Premi

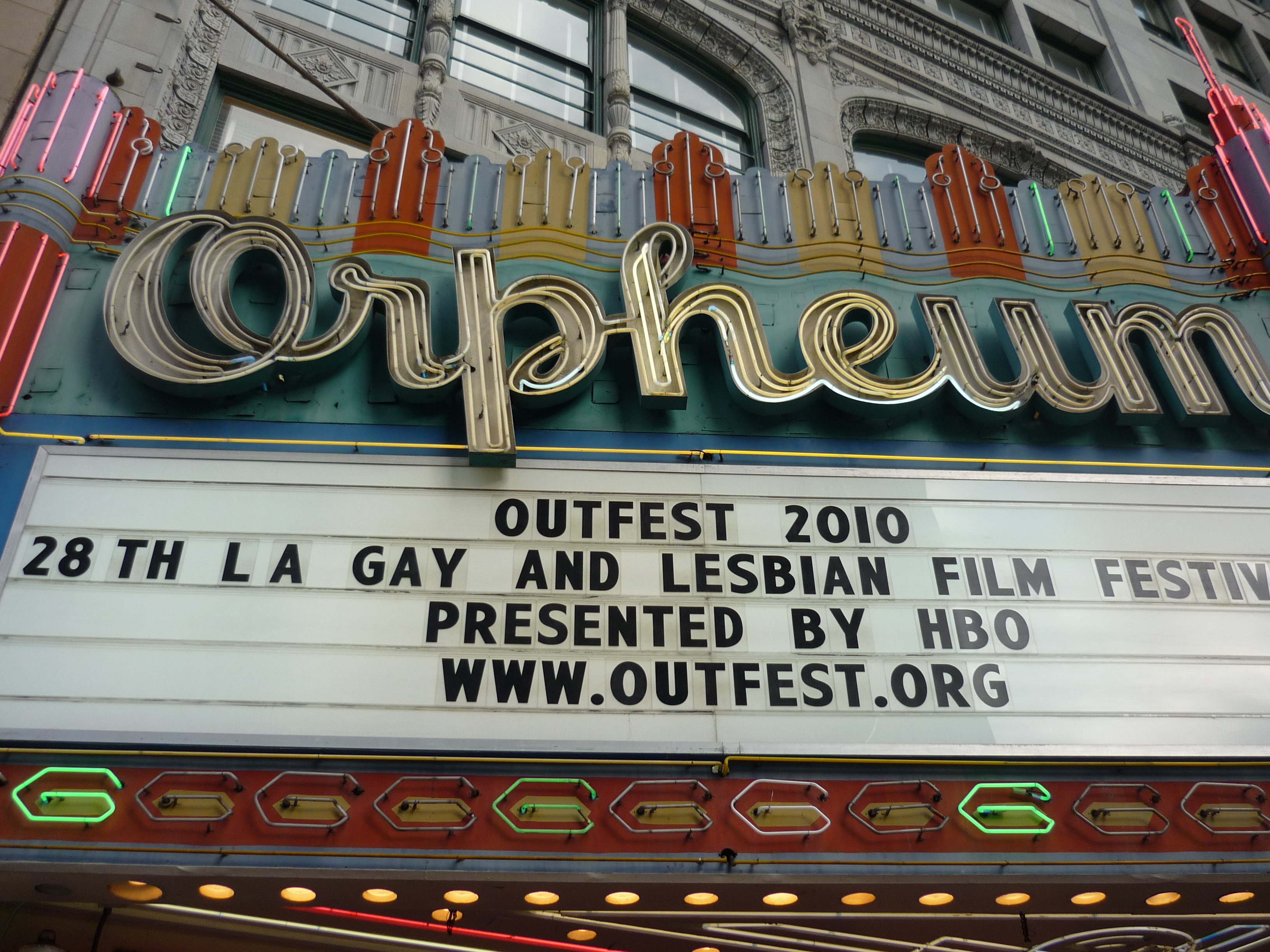
La 28ª edizione al Teatro Orpheum.

Ogni anno vengono assegnati i premi "Outie", suddivisi in diverse categorie. I premi sono assegnati da apposite giurie, dal pubblico del festival e dai comitati di programma. Viene inoltre assegnato un premio di 5.000 dollari da HBO, uno degli sponsor della manifestazione, per la migliore opera prima.

### Premi della giuria
- Best Documentary Short Film
- Best Narrative Short Film
- Best Documentary Feature Film
- Best International Narrative Feature Film
- Best US Narrative Feature Film
- Best Screenwriting in a US Feature Film

### Premi del pubblico
- Documentary Short Film
- Dramatic Short Film
- Documentary Feature Film
- Dramatic Feature Film
- First U.S. Dramatic Feature Film